# It’s Beginning to Look Like Christmas
It’s Beginning to Look Like Christmas bzw. It’s Beginning to Look a Lot Like Christmas ist ein Weihnachtslied des amerikanischen Komponisten und Texters Meredith Willson aus dem Jahr 1951. Interpretiert wurde es zuerst von dem amerikanischen Sänger Perry Como zusammen mit den Fontane Sisters und dem Orchester von Mitchell Ayres. Noch im gleichen Jahr erschien eine Version des Liedes von Bing Crosby und es wurde in der Folge zahlreich von unterschiedlichen Interpreten gecovert. Besonders erfolgreich waren dabei Versionen von Johnny Mathis 1986 und insbesondere von dem kanadischen Sänger Michael Bublé 2011.

## Hintergrund und Veröffentlichung
Das Lied wurde von dem amerikanischen Komponisten Meredith Willson geschrieben. Die Erstaufnahme des Liedes stammte von Perry Como zusammen mit den The Fontane Sisters und dem Orchester von Mitchell Ayres im Jahr 1951 bei RCA Victor Records.

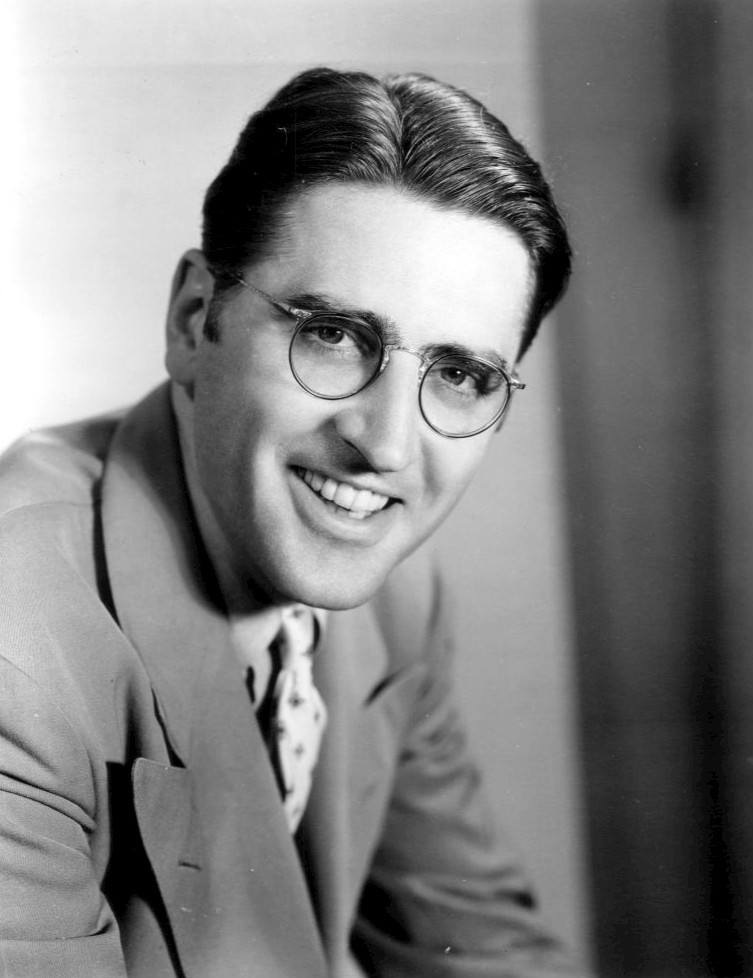
Der Komponist Meredith Willson (1942)

In der kleinen Hafenstadt Yarmouth in Nova Scotia geht man einer lokalen Legende zufolge davon aus, dass Meredith Willson sein Lied dort geschrieben hat und folgerichtig in seinem Text Yarmouth beschreibt. So gibt es etwa ein Grand Hotel, in dem Erinnerungen zufolge Ende der 1940er Jahre ein berühmter Komponist zu Gast gewesen sein soll, der in Ruhe arbeiten wollte. Die historischen Gästebücher geben zwar keinen Eintrag für Willson her (er könnte unter Pseudonym gereist sein), aber die beschriebenen Situationen des Songs würden mehr oder weniger die Stadt beschreiben: Sowohl im Hotel als auch im davor liegenden Frost Park gab es im Winter große Weihnachtsbäume …

“There’s a tree in the Grand Hotel, one in the park as well

It’s the sturdy kind that doesn’t mind the snow”

… und der mit „five and ten“ beschriebene Billigladen war nur wenig entfernt in derselben Straße, die wiederum jedes Jahr mit Zuckerstangen-Deko geschmückt war.

“Take a look at the five and ten, it’s glistening once again

With candy canes and silver lanes that glow”

Zuverlässige Belege für die Legende gibt es keine, aber in Yarmouth möchte man wohl fest daran glauben.
Meredith Willson nahm das Lied 1963 in sein Broadway-Musical Here’s Love auf, wo es als Kontrapunkt zu dem neu komponierten Lied Pine Cones and Holly Berries gesungen wird.

## Musik
It’s Beginning To Look Like Christmas ist ein Stück im Vier-Viertel-Takt, komponiert in G-Dur. Die Erstveröffentlichung von Perry Como mit den Fontane Sisters beginnt mit einem Intro aus der einmal wiederholten Notenfolge H, G, A und D, gespielt mit Röhrenglocken und Trompete, gefolgt von einer schnellen Flötenmelodie in Achtelnoten, gezupften Streichinstrumenten, wiederum Trompeten, Tempelblock und schließlich Streichern. Dann setzt der Gesang ein, der vom Orchester eher zurückhaltend begleitet wird. Der Gesang erfolgt im Wechsel zwischen Perry Como und den The Fontane Sisters, wobei einzelne Zeilen auch gemeinsam und mehrstimmig gesungen werden. Vor der letzten Strophe wird ein Refrain instrumental gespielt.
Coverversionen variieren musikalisch. So beginnt und endet das Stück bei Bing Crosby mit dem Thema von Jingle Bells, untermalt von einem Schellenband. Die Chorbegleitung erfolgt mit Männer- und Frauenstimmen und hat verglichen mit Comos Version geringere Anteile am Gesang.

## Text

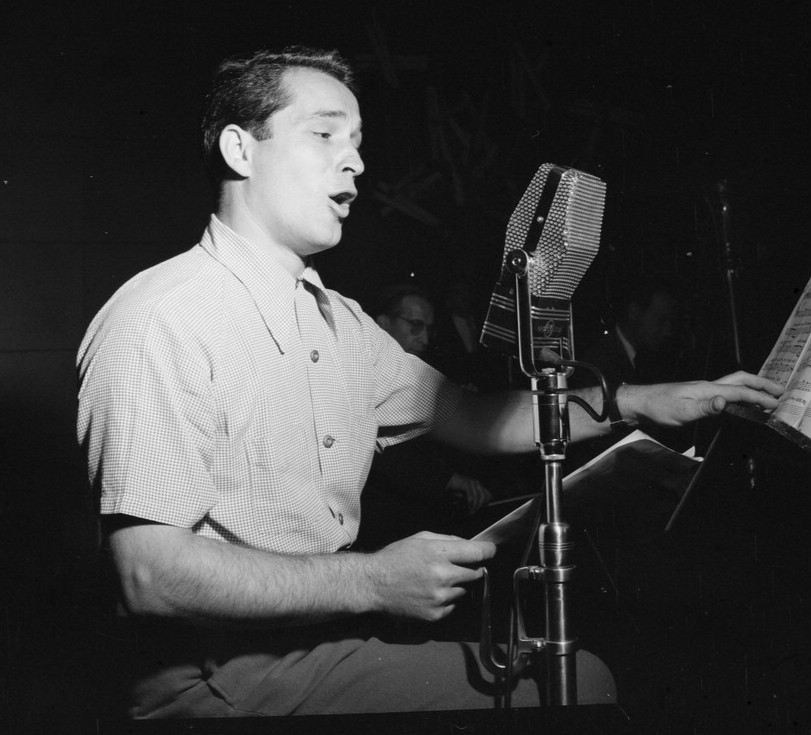
Perry Como (1946)

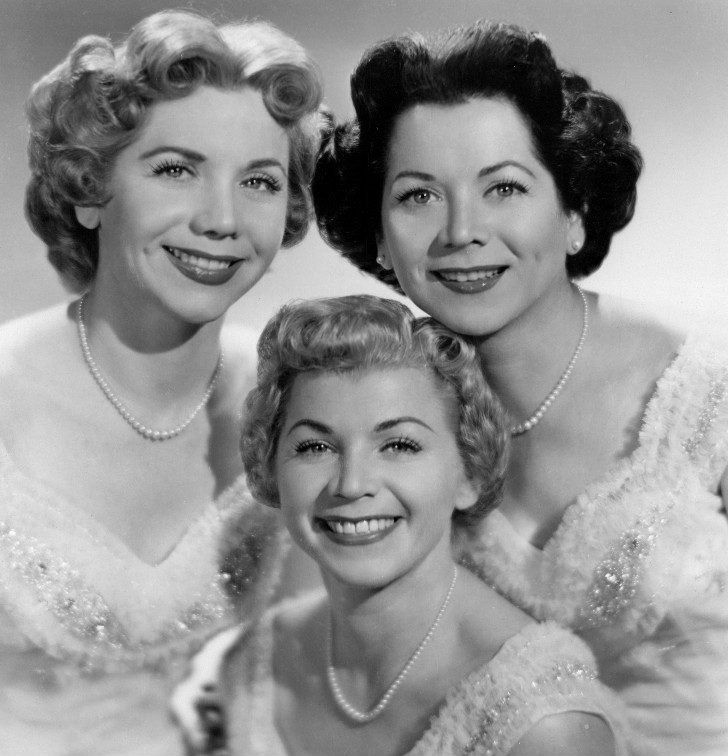
The Fontane Sisters (1950er Jahre)

Der Text ist aus fünf unterschiedlichen Strophen aufgebaut, davon vier Vierzeiler; die mittlere, auch musikalisch hervorgehobene Strophe hat eine fünfte Zeile. Bis auf diese beginnen alle Strophen mit der Titelzeile „It’s beginning to look a lot like Christmas“. Zum Schluss werden einzelne Strophen wiederholt, wobei die Folge hier je nach Interpretation bzw. Coverversion abweicht. So wiederholte Perry Como in der ersten Version den Fünfzeiler und die fünfte Strophe mit Toys in every store, Bing Crosby und Michael Bublé die zweite mit einer einzeiligen Ergänzung zum Schluss: Sure, it’s Christmas once more.
Jede Strophe beschreibt in kurzen Worten eine kleine vorweihnachtliche Situation, in der vorwiegend Weihnachtsdekorationen eine Rolle spielen: glitzernd geschmückte Ramschläden, Glocken, die durch die innere Weihnachtsmelodie zum Klingen gebracht werden, oder die Weihnachtsbäume in und vor einem Hotel.
Abweichend in Melodie- und Textstimmung ist der Fünfzeiler, der zunächst die geschlechterstereotypen Weihnachtswünsche von „Barney und Ben“ sowie „Janice und Jen“ benennt und dann – musikalisch ebenfalls deutlich hervorgehoben – die fünfte Zeile den Eltern widmet, die bereits den Schulbeginn im neuen Jahr herbeisehnen:

“And Mom and Dad can hardly wait for school to start again”

„Und Mama und Papa können es kaum erwarten, dass die Schule wieder anfängt“

In einzelnen Kommentaren zu dem Song werden Irritationen über diese leicht ironischen, scheinbar nicht zur Grundstimmung des Stücks passenden Zeilen geäußert.
Die fünfte Strophe schließt jedoch wieder harmonisch mit den zweimal verwendeten Zeilen

“It’s beginning to look a lot like Christmas

Toys in every store

But the prettiest sight to see is the holly that will be

On your own front door”

„Langsam sieht es sehr nach Weihnachten aus

Spielzeug in jedem Geschäft

Aber der schönste Anblick ist die Stechpalme, die bald

an deiner eigenen Haustür hängen wird.“

The Christmas Carol Reader von 2012 beschreibt den Song als „… sehr angenehme und beruhigende Beschreibung von Weihnachtsdekorationen, ein Thema, das nicht oft in Weihnachtsstücken behandelt [werde]“.

## Versionen und Rezeption

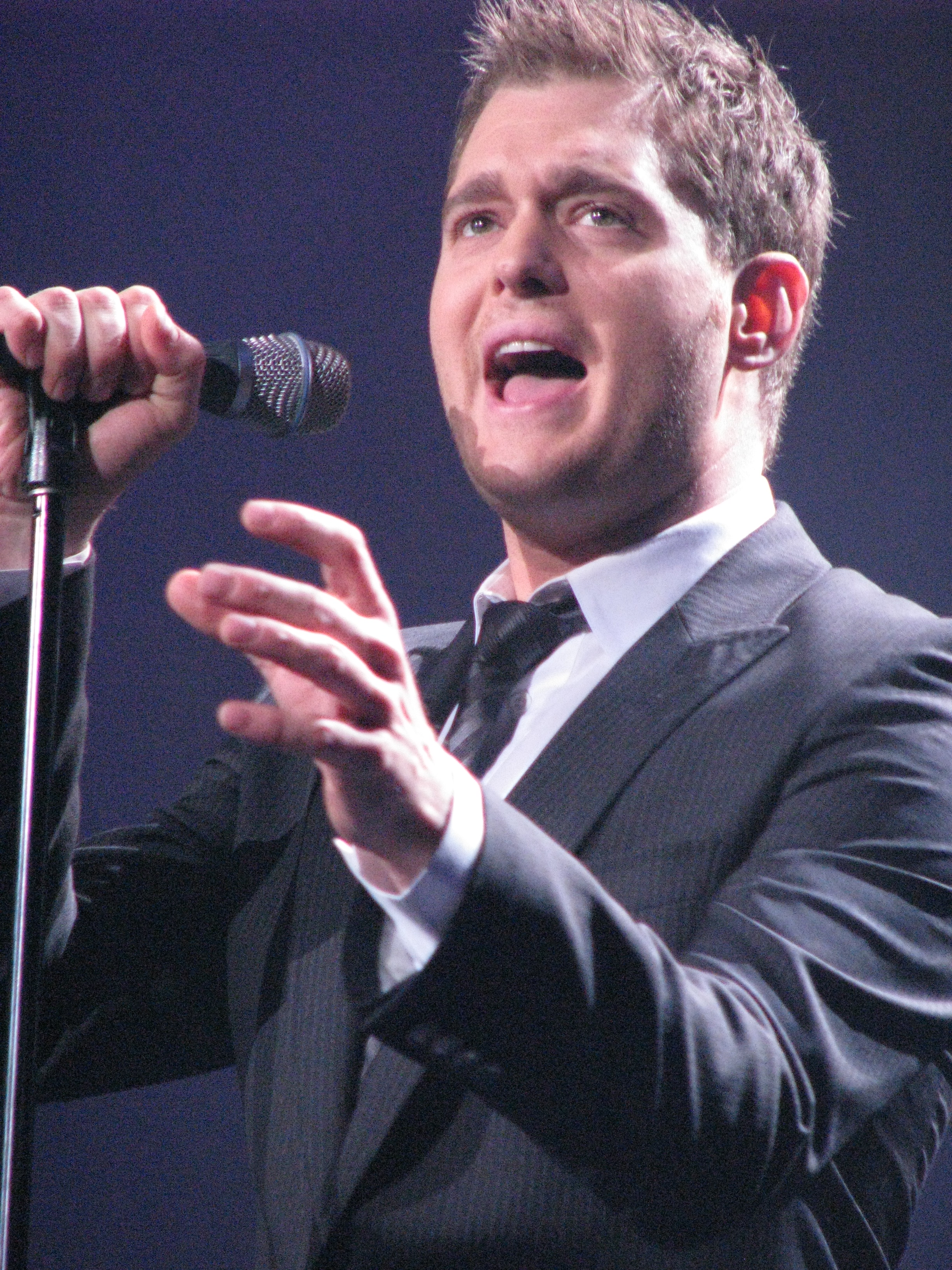
Michael Bublé (2008)

Als erfolgreiches Weihnachtslied wurde It’s Beginning to Look Like Christmas teilweise auch unter dem Titel It’s Beginning to Look a Lot Like Christmas vor allem in den Jahren nach seiner Veröffentlichung zahlreich gecovert und auf zahlreichen Weihnachtskompilationen veröffentlicht. Die meisten Interpretationen orientieren sich dabei musikalisch nah am Originaltitel, wobei es auch einzelne Umsetzungen in deutlich anderen Stilen oder als instrumentale Versionen gibt. Einige der bekanntesten Versionen neben der Originalversion stammten dabei von Bing Crosby, Johnny Mathis und Michael Bublé.
Die von Johnny Mathis im Jahr 1986 für sein Album Christmas Eve with Johnny Mathis aufgenommene Version erlangte besondere Popularität, nachdem sie in dem Film Kevin – Allein in New York im Jahr 1992 verwendet wurde. 2004 wurde das Original von Perry Como in dem Film Der Polarexpress verwendet und damit erneut bekannt. Die Version des kanadischen Sängers Michael Bublé wurde erstmals am 24. Oktober 2011 als erster Titel von Bublés Weihnachtsalbum Christmas veröffentlicht. Am 18. November 2012 wurde der Song als zweite Single des Albums veröffentlicht und hatte damit einen größeren Charterfolg.
Auf secondhandsongs.com waren im Dezember 2023 rund 260 Versionen des Liedes gelistet (Stand 11. Dezember 2023). Zu den Coverversionen des Songs gehören neben den bereits genannten unter anderem Versionen von The Chipmunks (1962), Kate Smith (1966), The Osmonds (1976), Dionne Warwick (1994), Anne Murray (2001), Michael Feinstein (2001), America (2002), Connie Talbot (2009), Katharine McPhee (2010), Jann Arden (2015), Noah Cyrus (2017), Pentatonix (2018), Álvaro Soler (2019), Meghan Trainor (2020), Kelly Clarkson (2021) und Andrea Corr (2023).

## Chartplatzierungen

### Perry Como & The Fontane Sisters mit Mitchell Ayres & his Orchestra
| Periode   | Höchstplatzierung, GesamtwochenChartplatzierungen (Periode, Platzierungen, Wochen) | Höchstplatzierung, GesamtwochenChartplatzierungen (Periode, Platzierungen, Wochen) | Höchstplatzierung, GesamtwochenChartplatzierungen (Periode, Platzierungen, Wochen) | Höchstplatzierung, GesamtwochenChartplatzierungen (Periode, Platzierungen, Wochen) | Höchstplatzierung, GesamtwochenChartplatzierungen (Periode, Platzierungen, Wochen) |
| Periode   | DE                                                                                 | AT                                                                                 | CH                                                                                 | UK                                                                                 | US                                                                                 |
| --------- | ---------------------------------------------------------------------------------- | ---------------------------------------------------------------------------------- | ---------------------------------------------------------------------------------- | ---------------------------------------------------------------------------------- | ---------------------------------------------------------------------------------- |
| 1951/52   | —                                                                                  | —                                                                                  | —                                                                                  | —                                                                                  | US23 (3 Wo.)US                                                                     |
|           |                                                                                    |                                                                                    |                                                                                    |                                                                                    |                                                                                    |
|           |                                                                                    |                                                                                    |                                                                                    |                                                                                    |                                                                                    |
| 2007/08   | —                                                                                  | —                                                                                  | —                                                                                  | UK49 (3 Wo.)UK                                                                     | —                                                                                  |
| 2008/09   | —                                                                                  | —                                                                                  | —                                                                                  | UK47 (5 Wo.)UK                                                                     | —                                                                                  |
| 2009/10   | —                                                                                  | —                                                                                  | —                                                                                  | UK81 (1 Wo.)UK                                                                     | —                                                                                  |
|           |                                                                                    |                                                                                    |                                                                                    |                                                                                    |                                                                                    |
|           |                                                                                    |                                                                                    |                                                                                    |                                                                                    |                                                                                    |
| 2018/19   | DE90 (1 Wo.)DE                                                                     | —                                                                                  | CH83 (1 Wo.)CH                                                                     | UK89 (1 Wo.)UK                                                                     | US35 (2 Wo.)US                                                                     |
| 2019/20   | —                                                                                  | —                                                                                  | CH65 (1 Wo.)CH                                                                     | UK63 (1 Wo.)UK                                                                     | US28 (2 Wo.)US                                                                     |
| 2020/21   | —                                                                                  | —                                                                                  | —                                                                                  | UK83 (3 Wo.)UK                                                                     | US12 (4 Wo.)US                                                                     |
| 2021/22   | —                                                                                  | —                                                                                  | CH56 (1 Wo.)CH                                                                     | UK50 (4 Wo.)UK                                                                     | US13 (4 Wo.)US                                                                     |
| 2022/23   | DE94 (1 Wo.)DE                                                                     | AT70 (1 Wo.)AT                                                                     | CH55 (2 Wo.)CH                                                                     | UK69 (4 Wo.)UK                                                                     | US14 (6 Wo.)US                                                                     |
| 2023/24   | DE83 (1 Wo.)DE                                                                     | AT56 (2 Wo.)AT                                                                     | CH39 (3 Wo.)CH                                                                     | UK54 (4 Wo.)UK                                                                     | US14 (2 Wo.)US                                                                     |
| 2024/25   | —                                                                                  | AT70 (1 Wo.)AT                                                                     | CH51 (1 Wo.)CH                                                                     | UK40 (4 Wo.)UK                                                                     | US16 (4 Wo.)US                                                                     |
| Insgesamt | DE83 (3 Wo.)DE                                                                     | AT56 (4 Wo.)AT                                                                     | CH39 (9 Wo.)CH                                                                     | UK40 (30 Wo.)UK                                                                    | US12 (27 Wo.)US                                                                    |

grau schraffiert: keine Chartdaten aus diesem Jahr verfügbar

### Version von Michael Bublé
| Periode   | Höchstplatzierung, GesamtwochenChartplatzierungen (Periode, Platzierungen, Wochen) | Höchstplatzierung, GesamtwochenChartplatzierungen (Periode, Platzierungen, Wochen) | Höchstplatzierung, GesamtwochenChartplatzierungen (Periode, Platzierungen, Wochen) | Höchstplatzierung, GesamtwochenChartplatzierungen (Periode, Platzierungen, Wochen) | Höchstplatzierung, GesamtwochenChartplatzierungen (Periode, Platzierungen, Wochen) |
| Periode   | DE                                                                                 | AT                                                                                 | CH                                                                                 | UK                                                                                 | US                                                                                 |
| --------- | ---------------------------------------------------------------------------------- | ---------------------------------------------------------------------------------- | ---------------------------------------------------------------------------------- | ---------------------------------------------------------------------------------- | ---------------------------------------------------------------------------------- |
| 2011/12   | —                                                                                  | —                                                                                  | —                                                                                  | UK77 (3 Wo.)UK                                                                     | US96 (1 Wo.)US                                                                     |
| 2012/13   | —                                                                                  | —                                                                                  | —                                                                                  | UK77 (2 Wo.)UK                                                                     | —                                                                                  |
| 2013/14   | —                                                                                  | —                                                                                  | —                                                                                  | UK81 (1 Wo.)UK                                                                     | —                                                                                  |
| 2014/15   | DE76 (1 Wo.)DE                                                                     | —                                                                                  | —                                                                                  | UK49 (4 Wo.)UK                                                                     | —                                                                                  |
| 2015/16   | DE49 (1 Wo.)DE                                                                     | —                                                                                  | CH47 (1 Wo.)CH                                                                     | UK41 (5 Wo.)UK                                                                     | —                                                                                  |
| 2016/17   | DE67 (1 Wo.)DE                                                                     | AT67 (1 Wo.)AT                                                                     | CH60 (1 Wo.)CH                                                                     | UK27 (4 Wo.)UK                                                                     | —                                                                                  |
| 2017/18   | DE30 (4 Wo.)DE                                                                     | AT33 (3 Wo.)AT                                                                     | CH44 (2 Wo.)CH                                                                     | UK13 (4 Wo.)UK                                                                     | —                                                                                  |
| 2018/19   | DE15 (4 Wo.)DE                                                                     | AT18 (3 Wo.)AT                                                                     | CH14 (4 Wo.)CH                                                                     | UK7 (5 Wo.)UK                                                                      | —                                                                                  |
| 2019/20   | DE14 (4 Wo.)DE                                                                     | AT16 (3 Wo.)AT                                                                     | CH6 (4 Wo.)CH                                                                      | UK11 (5 Wo.)UK                                                                     | —                                                                                  |
| 2020/21   | DE6 (6 Wo.)DE                                                                      | AT6 (5 Wo.)AT                                                                      | CH6 (6 Wo.)CH                                                                      | UK7 (7 Wo.)UK                                                                      | US23 (4 Wo.)US                                                                     |
| 2021/22   | DE10 (6 Wo.)DE                                                                     | AT6 (6 Wo.)AT                                                                      | CH5 (6 Wo.)CH                                                                      | UK7 (7 Wo.)UK                                                                      | US20 (5 Wo.)US                                                                     |
| 2022/23   | DE6 (6 Wo.)DE                                                                      | AT7 (5 Wo.)AT                                                                      | CH4 (6 Wo.)CH                                                                      | UK6 (6 Wo.)UK                                                                      | US21 (5 Wo.)US                                                                     |
| 2023/24   | DE11 (6 Wo.)DE                                                                     | AT12 (6 Wo.)AT                                                                     | CH5 (7 Wo.)CH                                                                      | UK7 (7 Wo.)UK                                                                      | US19 (5 Wo.)US                                                                     |
| 2024/25   | DE10 (6 Wo.)DE                                                                     | AT10 (6 Wo.)AT                                                                     | CH7 (6 Wo.)CH                                                                      | UK14 (6 Wo.)UK                                                                     | US12 (5 Wo.)US                                                                     |
| Insgesamt | DE6 (45 Wo.)DE                                                                     | AT6 (38 Wo.)AT                                                                     | CH4 (43 Wo.)CH                                                                     | UK6 (66 Wo.)UK                                                                     | US12 (25 Wo.)US                                                                    |

| ChartsJahrescharts (2024) | Platzierung |
| ------------------------- | ----------- |
| Österreich (Ö3)           | 72          |

## Belege
1. ↑  
Perry Como & The Fontane Sisters with Mitchell Ayres & his Orchestra – It’s Beginning To Look Like Christmas bei Discogs, Schellacksingle auf discogs.com; abgerufen am 14. November 2023.
2. ↑  The American Christmas Songbook: “It’s Beginning to Look Like Christmas” (1951) – What’s Up. 8. Dezember 2017, abgerufen am 7. Dezember 2023 (amerikanisches Englisch).
3. 1 2  Maritime town may have inspired well-known Christmas carol. 23. Dezember 2013, abgerufen am 7. Dezember 2023 (englisch).
4. ↑  Benito Cereno: Messed Up Christmas Song Lyrics Nobody Talks About. 14. November 2018, abgerufen am 8. Dezember 2023 (amerikanisches Englisch).
5. ↑  William E Studwell, Frank Hoffmann, B Lee Cooper: The Christmas Carol Reader. Routledge, 2012, ISBN 978-1-136-59145-7, S. 151.
6. 1 2  
Perry Como & The Fontane Sisters with Mitchell Ayres & his Orchestra – It’s Beginning to Look (A Lot) Like Christmas auf cover.info, abgerufen am 14. November 2023.
7. 1 2 3  
Perry Como & The Fontane Sisters with Mitchell Ayres & his Orchestra – It’s Beginning to Look (A Lot) Like Christmas auf secondhandsongs.com, abgerufen am 14. November 2023.
8. ↑  Chartquellen It’s Beginning to Look a Lot Like Christmas von Perry Como & The Fontane Sisters: DE AT CH UK US US (vor 14. Januar 1956)
9. ↑  Chartquellen It’s Beginning to Look a Lot Like Christmas von Michael Bublé: DE AT CH UK US
10. ↑  Jahrescharts 2024 in Österreich. In: austriancharts.at. Abgerufen am 30. April 2025.